# Revista Conexão Literatura
A Revista Conexão Literatura é uma publicação digital que se tornou um canal de entretenimento, informação, divulgação e promoção da literatura e cultura brasileira para autores, leitores, editores, blogueiros e profissionais do meio literário e cultural. Além de revistas mensais, também são produzidos quatro e-books (ou antologias) a cada mês. Desde então, a revista tem entrevistado e apresentado autores como Mauricio de Sousa, Conceição Evaristo, a escritora, poetisa e atriz Elisa Lucinda, a atriz Irene Ravache, o músico e escritor Martinho da Vila, Eduardo Spohr, José Xavier Cortez, João Scortecci, Pedro Bandeira, Paula Pimenta, Clóvis de Barros Filho, Arthur Haroyan, Ricardo Monteiro Lobato (bisneto de Monteiro Lobato), Edson Luís Itaborahy e o escritor, professor e filósofo Mario Sergio Cortella, além de plataformas como Amazon KDP, Skoob e o aplicativo Universo: Literature Generator. 
A revista é mencionada por várias editoras, como a Editora Melhoramentos, Editora Malê, Editora UNESP e sites, como o da UFMG (Universidade Federal de Minas Gerais) e UNIESP. A Revista Conexão Literatura é parceira das assessorias de imprensa do Itaú Cultural e Mauricio de Sousa Produções.
Um estudo foi elaborado por alunos de pós-graduação da UFTM (Universidade Federal do Triângulo Mineiro), referente a uma das capas da Revista Conexão Literatura de 2017, intitulada “Linguagem Verbal e não verbal manifestando sentidos: análise da capa da Revista Conexão Literatura – 2017”.
A revista também tem patrocínios, como a Casa Brasileira de Livros, onde teve sua parceria iniciada em agosto de 2023. Algumas outras parcerias foram encerradas ao longo do tempo.

## Histórico

### 2015
Em julho de 2015, a Revista Conexão Literatura foi lançada pelo escritor Ademir Pascale, com a edição experimental nº 01, tendo como destaque o escritor Oscar Wilde. Foi iniciada então a produção das primeiras edições da revista.

### 2017
Em junho de 2017, Conceição Evaristo é entrevistada e aparece como destaque na capa da Edição 24 da Revista Conexão Literatura.

### 2023
Em 2023, a Revista Conexão Literatura atinge mais de 1 milhão de seguidores contando com todas suas redes sociais juntas.
No dia 15 de setembro de 2023, foram abertas as inscrições para o concurso cultural 1º Prêmio Literário “Revista Conexão Literatura” – 2023, encerrando dia 01 de dezembro de 2023. Para participar, era necessário um(a) autor(a) enviar informações e imagens de seu livro, para ser criada uma página de seu livro no site da Revista Conexão Literatura, e então o(a) autor(a) que tivesse mais comentários e acessos em sua página, vencia e ganhava o prêmio. Foi divulgado o resultado do concurso com o vencedor no dia 11 de dezembro de 2023: Lucas Pedrosa, autor do livro Aurora.
Em outubro de 2023, a Revista Conexão Literatura faz a edição de número 100, com Mauricio de Sousa entrevistado e como destaque na capa da revista.